# Glyphipterix madagascariensis
Glyphipterix madagascariensis is een vlinder uit de familie parelmotten (Glyphipterigidae). De wetenschappelijke naam van deze soort is voor het eerst geldig gepubliceerd in 1951 door Viette.
De soort komt voor in tropisch Afrika.